# Георгий Абашидзе
Георгий VI (Георгий Малакия Абашидзе) (груз. გიორგი-მალაქია აბაშიძე; ум. 15 октября 1722) — князь Абашидзе (1684—1722), царь Имеретии (1702—1707)), сын знатного имеретинского князя Пааты Абашидзе (ум. 1658).

## Биография
Малакия был младшим братом князя Пааты Абашидзе. Паата Абашидзе (1658—1684), которому принадлежала область Аргвети, был женат на Дареджан, дочери имеретинского царя Баграта V Слепого.
В 1684 году после смерти своего старшего брата Пааты Малакия Абашидзе, бывший ранее монахом, принял имя Георгия и унаследовал Аргвети (родовые земли князей Абашидзе). Георгий Абашидзе женился на бывшей жене гурийского князя Георгия Гуриели. В 1690 году Георгий Абашидзе отказался признавать новым имеретинским царём Арчила. Зимой Георгий Абашидзе договорился с Георгием Липартиани и пригласил из Картли свергнутого имеретинского царя Александра IV. Однако большинство крупных имеретинских вельмож сохранили верность новому царю Арчилу. В битве при Годогани Александр IV и его союзники потерпели поражение. Царь Александр вторично вынужден был бежать в Картли.
В 1691 году Александр IV с помощью турецкого войска захватил Имерети и изгнал оттуда Арчила. Имеретинский царь Александр женился на 10-летней Тамаре, дочери князя Георгия Абашидзе. В 1695 году Георгий Абашидзе участвовал в организации свержения имеретинского царя Александра IV, который был убит.
В 1696 году князья Георгий Абашидзе и Георгий Липартиани посадили на царский престол в Имерети самозванца Георгия V Гочашвили, объявив его родственников царской династии. Георгий Абашидзе женил царя Георгия на своей дочери Тамаре. В 1696—1698 годах от имени царя Георгия V Гочашвили в Имерети правил его тесть Георгий Абашидзе.
В 1698 году Георгий Абашидзе вместе с другими имеретинскими вельможами отстранил от престола царя Георгия V и призвал в Имеретию прежнего царя Арчила. Георгий Абашидзе дважды предлагал царю Арчилу жениться на своей дочери Тамаре. В 1698 году на царский престол в Имеретии вновь вступил Арчил, который процарствовал шесть месяцев.
В следующем 1699 году ахалцихский паша Селим-паша с турецким войском вступил в Имерети и посадил на царский престол Симона, старшего сына царя Александра IV. Новый царь Симон заключил родственный союз с Георгием Абашидзе. Абашидзе отнял у Наскида Яшвили свою дочь Анику и женил царя Симона на ней. После смерти своей первой жены Георгий Абашидзе женился на вдове Папуны Эристави, дочери Бежана Лордкипанидзе и матери Шошоты Эристави. Эти брачные союзы ещё более укрепили положение Георгия Абашидзе в Имеретинском царстве. Вскоре между царицей Тамарой и новым царём Симоном началась вражда. Тамара не могла смириться с правлением Симона и своей сестры Аники. Симон вынужден был бежать из Кутаиси и Картли. В Имерети стали править Георгий Абашидзе и его дочь Тамара. Георгий Абашидзе, помогая своему другу и союзнику Георгию Липартиани, совершил карательный поход в Лечхуми, заставив жителей подчиниться власти Липартиани. Вскоре Тамара Абашидзе вышла замуж за Георгия Липартиани, который развёлся со своей первой женой. Тамара Абашидзе стала именоваться царицей Одиши и Имерети. Вскоре Георгий Абашидзе с имеретинским войском совершил карательный поход на область Рача, разорил, сжег и покорил жителей своей власти.
В 1701 году гурийский князь Мамия III Гуриели решил посадить на царский престол Симона. Гуриели предложил ахалцихскому паше прислать к нему Симона, обещая посадить его на царский трон. Мамия Гуриели заставил Симона развестись с Аникой, дочерью Георгия Абашидзе, и жениться на своей сестре. Оскорбленный этим Георгий Абашидзе соединился с Георгием Липартиани и расположился с войском в Сачилао. Союзники предложили князю Мамии Гуриели убить царя Симона и самому занять царский престол. Однако сам Мамия Гуриели не захотел сам убивать Симона и разрешил им самим сделать это. Абашидзе и Липартиани отправили убийц в лагерь царя Симона, который был застрелен из ружья. Георгий Абашидзе посадил на царский престол в Имерети гурийского князя Мамию Гуриели. Вскоре Георгий Абашидзе остановил вторжение картлийского царя Ираклия. Георгий Абашидзе договорился с вельможами Ираклия, которые убедили своего царя вернуться в Картлийское царство. Мамия Гуриели не имел никакой реальной властью над царскими доходами и владениями, всем распоряжались Георгий Абашидзе и его дочь Тамара. В 1702 году Мамия Гуриели отказался от трона и уехал в Гурию.
В том же 1702 году Георгий Абашидзе занял царский престол в Имерети. Георгий Липартиани, правитель Одиши, обратился к своему союзнику Абашидзе, прося у него помощи против абхазов. Абхазы совершали набеги на Одиши (Мегрелию), пленяя и убивая местное население. Георгий Абашидзе собрал войско и двинулся в поход на Абхазию. Абхазский князь Ростом Шервашидзе не смог сопротивляться превосходящим силам противника. Абашидзе опустошил территорию Абхазии и захватил богатую добычу. Георгий Абашидзе примирил своего союзника Георгия Липартиани с Ростомом Шервашидзе, отнял у абхазского князя земли до реки Эгреси и взял заложников. Со временем Георгий Абашидзе перестал выплачивать взятки ахалцихскому паше Исак-паше. Исак-паша отписал донос на Абашидзе в Стамбул. Турецкий султан Мустафа приказал эрзурумскому паше совершить поход на Имерети и посадить на царский трон Георгия, младшего брата царя Симона. Георгий Абашидзе взял клятву на верность у всех жителей и стал готовиться к обороне. Князья Гуриели и Дадиани согласились оказать ему военную помощь. Георгий Абашидзе собрал войско и перекрыл горные перевалы. Турки-османы вторглись в Имерети и Одиши. Князь Мамия Гуриели изменил Абашидзе и перешел на сторону турецкого сераскира. Георгий Микеладзе, враждовавший с Липартиани, также перешёл на сторону турок. Турки-османы опустошили область Аргвети, вотчину Абашидзе. После смерти османского султана Мустафы II и вступления на трон Ахмеда III турецкое командование прекратило военные действия в Имерети. Георгий Абашидзе встретился с помощником эрзурумского паши и заключил перемирие. Георгий Абашидзе вынужден был разрушить крепость Шорапани, выдал заложником и преподнес богатые дары. По требованию турок Абашидзе усыновил и стал опекуном Георгия VII, сына покойного имеретинского царя Александра IV. Порта признала Георгия VII новым царём Имерети. По распоряжению Абашидзе имеры перекрыли горы Персати и перебили многих турок. В боях с имерами был ранен ахалцихский паша Исак-паша. Имеры обратили турок в бегство и отбивили большую добычу, захваченную в Имерети. В 1703 году после отступления турецких войск из Имерети и Гурии Георгий Абашидзе вновь захватил царский престол. Георгий VII, опасаясь Абашидзе, укрылся в крепости Кутаиси. Однако другой имеретинский вельможа Георгий Микеладзе сохранил верность царю Георгию VII и женил его на Родам, дочери бывшего картлийского царя Георгия XI.
Вскоре между Георгием Абашидзе и Георгием Микеладзе началась вражда. Георгий Абашидзе, пользуясь поддержкой князей Гуриели и Дадиани, изгнал своего противника Микеладзе из его родовых владений. Липартиани, союзник Абашидзе, захватил земли Чиладзе-Микеладзе, а сам Георгий Микеладзе бежал в Картли. Между тем картлийский царь Вахтанг VI предложил Георгию Абашидзе заключить родственный союз и прислать в Картли своего сына Левана Абашидзе, который должен был жениться на царской дочери и унаследовать земли картлийских Абашидзе. Георгий Абашидзе вначале согласился, но затем передумал, получив информацию о том, что его сын Леван будет отправлен царём Картли к персидскому шаху. Тогда царь Картли Вахтанг стал поддерживать царя Имерети Георгия VII, который неоднократно просил у него помощи против Абашидзе.
В 1707 году при содействии царя Картли мтавар Шошота Эристави и католикос перешли на сторону Георгия VII и провозгласили его новым царём Имерети. Георгий VII потребовал от Георгия Абашидзе, чтобы он отказался от всех захваченных им царских земель и вернулся в свою вотчину. Георгий Абашидзе попытался примириться с царём Георгием при посредничестве католикоса, но ничего не смог добиться. Имеры оставили Абашидзе и перешли на сторону царя Георгия. Георгий Абашидзе призвал на помощь своего родственника, мегрельского князя Георгия Липартиани (ум. 1715), который прибыл к нему со своим войском. В бою у села Ваке Георгий Абашидзе одержал победу над сторонниками царя.
В 1709 году на сторону законного царя Георгия VII перешли сыновья Георгия Липартиани, а затем племянники Георгия Абашидзе. Царь Георгий с войском выступил из Кутаиси и осадил Абашидзе в крепости Кацхи. Георгий Липартиани и эристав Рачинский, перешедший на сторону Абашидзе, собрали свои силы и стали в Парцханаканеви. Георгий Абашидзе вышел из крепости к ним на соединение. Царь Георгий решил помешать им соединиться и внезапно ночью напал на лагерь Липартиани и эристава, которые были разбиты. Узнав о поражении своих союзников, Георгий Абашидзе отступил и укрылся в крепости Свери. После победы царь Георгий вернулся к крепости Кацхи, обороной которой руководил Паата Абашидзе. Не получив помощи от отца, Паата Абашидзе вскоре сдался, царь Георгий занял Кацхи и продал всех жителей в рабство. Оттуда царь двинулся на крепость Свери, где находился сам Георгий Абашидзе, но нге смог её взять и вынужден был отступить. Вскоре по приглашению картлийского царя Вахтанга Георгий Абашидзе отступил из Сверской крепости в Картли.
В 1711 году Георгий Липартиани с другими знатными мтаварами изгнали из Имерети царя Георгия VII и посадили на царский престол гурийского князя Мамию Гуриели. Мамия Гуриели, заняв царский трон, развёлся со своей женой Еленой Абашидзе, дочерью Георгия Абашидзе, и женился на Тамаре, сестре эристава Рачинского. Георгий VII бежал в Картлийское царство, где в Гори был принят самим царём Вахтангом. Вместе с Вахтангом находился и Георгий Абашидзе. Царь Георгий потребовал от Вахтанга выдать ему Абашидзе, который был его кровным врагом. Но картлийский царь смог примирить Георгия VII и Георгия Абашидзе, взял у последнего в заложники сына и дочь. Сам Георгий Абашидзе возвратился из Картли в Имерети. С этого времени Георгий Абашидзе отошёл с политической сцены. Во главе рода стал его племянник Зураб Абашидзе.
В 1722 году князь Георгий Абашидзе уехал ко двору картлийского царя Вахтанга VI, где скончался в Тбилиси.

## Дети
- Паата Абашидзе (ум. 1742)
- Леван Абашидзе (ум. 14.12.1757)
- Елена Абашидзе, жена (с 1698 года) князя Гурии Мамии Гуриели, в разводе с 1711 года
- Тамара Абашидзе (ум. 1708), 1-й муж (с 1691 года): царь Имеретии Александр IV, 2-й муж (с 1696 года): царь Георгий V Гочашвили, 3-й муж (с 1700 года): Георгий Липартиани, князь Мегрелии (1691—1704, 1710—1715)
- Аника (Анна) Абашидзе (ум. 1731), жена (с 1698 года) царя Имеретии Симона, в разводе с 1701 года
- неизвестная по имени дочь, жена (с 1712 года) царя Имеретии Георгия VII, в разводе с 1713 года
- Мариам Абашидзе, жена (с 1717 года) князя Вахушти Багратиони (1696—1772), внебрачного сына картлийского царя Вахтанга VI.